# Takerouayet
Le takerouayet est un jus traditionnel algérien emblématique de la vallée du M'zab. C'est une infusion fraîche et désaltérante à base de plantes et d'épices, plus particulièrement à base de datte, citron, fleur de myrte, épices (safran, muscade...) et d'herbes aromatiques.